# Bertrand Delanoë
Bertrand Delanoë (pronunciación en francés: /bɛʁtʁɑ̃ dəlano.e/ (escucharⓘ); Túnez, 30 de mayo de 1950) es un político francés, miembro del Partido Socialista Francés. Fue alcalde de París desde 2001 hasta 2014.

## Biografía
Nació en Túnez en una familia de pieds-noirs, y creció en Bizerta; siendo aún adolescente emigró con sus padres a Francia. Estudió leyes en la Universidad Toulouse I.
Sus primeros pasos en la política los hizo a los 23 años, siendo secretario de la Fédération des socialistes de l'Aveyron.
Fue elegido por primera vez al consejo municipal de París en 1977. En 1995, fue elegido para el Senado, y fue secretario de la Commission des affaires étrangères et de la défense (Comisión de los Asuntos Exteriores y de Defensa).

### Elección como alcalde de París (marzo de 2001)
En las elecciones municipales de marzo de 2, Bertrand Delanoë fue elegido alcalde de París gracias a una situación excepcional. Su elección fue facilitada por la división interna de la derecha, que presentó dos candidatos antagonistas, Jean Tiberi y Philippe Séguin. 
Gracias a una alianza con Los Verdes y con el Partido Comunista Francés (PCF), Bertrand Delanoë fue el candidato más votado con un poco más del 48%, contra algo más del 50% de los sufragios conseguidos entre los dos candidatos de la derecha. 
Bertrand Delanoë fue investido alcalde de París el 18 de marzo de 2001.
En 2008 fue reelegido alcalde por mayoría absoluta frente a Françoise de Panafieu, a la que derrotó por un gran margen.

### Homosexualidad
Bertrand Delanoë es famoso por ser el primer político francés en declarar su homosexualidad, en una entrevista televisada en 1999. 
El 5 de octubre de 2002, es apuñalado durante las festividades de la primera Nuit Blanche— manifestación artística multidisciplinaria que dura una noche entera, todos los museos y centros de cultura de París permanecen abiertos— en el edificio del Ayuntamiento de París. Su agresor, Azedine Berkane, un marginal desempleado, declaró a la policía que detestaba a «los políticos y los homosexuales» para explicar los hechos. El 12 de enero de 2004 la justicia emite un sobreseimiento en su favor declarando que «su estado mental lo hacía penalmente irresponsable», y lo confina a un hospital psiquiátrico.

### Algunas obras y proyectos del mandato municipal (2001-2014)
- Mejora de la calidad de vida: reducción de la contaminación, y la disminución de los problemas de circulación de la aglomeración (proyecto de tranvía no contaminante).
- Ha aumentado su popularidad gracias a las nuevas fiestas y lugares de ocio que ha organizado, tales como una playa a orillas del Sena (Playa de París), o la Nuit Blanche.
- Puso una placa conmemorando la masacre de París de 1961.
- Instaló en 2007 el sistema de bicicletas públicas compartidas Vélib